# Gaetano Giuliano
Pour les articles homonymes, voir Giuliano.
Gaetano Giuliano, né à Palazzolo Acreide le 23 juillet 1929 et mort le 4 décembre 2023, est un homme politique italien. Membre du Parti socialiste italien, il est président de la Région sicilienne par intérim en 1980, après l'assassinat de Piersanti Mattarella.

## Biographie
Docteur en droit, il est avocat.
Il est vice-président de la Province de Syracuse, et secrétaire de la fédération provinciale du PSI.
Gaetano Giuliano est élu à l'Assemblée régionale sicilienne en 1971. Réélu en 1976, il est appelé au gouvernement régional comme assesseur au Tourisme jusqu'en 1978. Vice-président de la Région chargé du Tourisme et des Transports sous les deux gouvernements de Piersanti Mattarella, il assume, après l'assassinat de ce dernier le 6 janvier 1980, les fonctions de Président de la Région par intérim jusqu'en 1er mai 1980, ainsi que le portefeuille de la Santé de mars à mai.
Mario D'Acquisto est élu pour lui succéder et Giuliano n'appartient pas à la législature suivante, poursuivant sa carrière comme conseiller municipal de Palazzolo Acreide jusqu'en 1994.
Il s'occupe ensuite de zootechnie et d'énergies propres.